# Disney's Hotel Santa Fe
Disney's Hotel Santa Fe es un hotel ubicado en Disneyland Paris.

## Historia
Fue diseñado en Alburquerque por el arquitecto Antoine Predock. Está tematizado para conseguir el aspecto de moteles de lugares como Santa Fe y Nuevo México, con su arquitectura clásica que mantiene desde la fundación de sus pueblos. Fue rodeado con edificios caracterizados a los que se ubican en los pueblos del desierto, también se plantaron cactus, se ubicó una gran pantalla tamaño teatral en la que se mostraba la foto de Clint Eastwood y se colocaron en todo e hotel varias luces de neon. También se colocó una de estas, pero abandonada y aviejada en la entrada para hacer que el hotel siga en tema. El hotel comparte un área del resort con Disney's Hotel Cheyenne, ambos hoteles están separados por una replica artificial del río Grande.
El hotel fue abierto junto con Disneyland Paris en abril de 1992.

## Trivia
Otros ejemplos de arquitectura del sudeste se pueden apreciar en Disneyland Park (Paris): El restaurante Fuente de Oro en Frontierland exhibe varias de estas características, como por ejemplo paredes hechas con vigas de madera, ventanas de adobe. 